# Jordan Díaz
Jordan Alejandro Díaz Fortun (* 23. Februar 2001 in Havanna) ist ein kubanisch-spanischer Leichtathlet, der sich auf den Dreisprung spezialisiert hat. Im Jahre 2018 gewann er die Goldmedaille bei den Olympischen Jugendspielen. Bei seinem ersten internationalen Start für Spanien, den Europameisterschaften 2024 in Rom, siegte er. Auch  bei den Olympischen Spielen 2024 in Paris gewann er die Goldmedaille.

## Sportliche Laufbahn
Jordan Díaz fing im Alter von acht Jahren mit der Leichtathletik an. Über die Disziplinen Hochsprung und Weitsprung spezialisierte er sich schließlich auf den Dreisprung. Erstmals 2015 im Alter von 14 Jahren trat er dann in einem Dreisprung-Wettkampf in seiner kubanischen Heimat an, bei dem er es auf 14,60 m brachte. Im folgenden Jahr sprang er bereits über 15 Meter. 2017 trat er bei den U18-Weltmeisterschaften in Nairobi an. In der Qualifikation brachte er es auf 15,98 m und zog souverän in das Finale ein. Im Finale steigerte er sich dann um mehr als einen Meter auf 17,30 m und konnte damit den Titel gewinnen. Die Weite bedeutete einen neuen Jugend-Weltrekord im Dreisprung.
Im Juni 2018 steigerte er seinen Rekord aus 2017 auf 17,41 m. Im Juli startete er bei den U20-Weltmeisterschaften in Tampere, bei denen er mit 17,15 m siegreich war. Im August gewann er die Silbermedaille bei den Zentralamerika- und Karibikspielen und Gold bei den Nordamerikameisterschaften in Toronto. Eine weitere Goldmedaille gewann er bei den Olympischen Jugendspielen in Buenos Aires, wo er zugleich Fahnenträger seines Heimatlandes während der Eröffnungsfeier war. Im Juli 2019 stellte er bei den kubanischen U20-Meisterschaften seine Bestleistung von 17,49 m auf. Im August gewann er mit 17,38 m die Silbermedaille bei den Panamerikanischen Spielen in Lima. Im Oktober nahm er zudem erstmals an Weltmeisterschaften bei den Erwachsenen teil. Als Dritter seiner Qualifikationsgruppe zog er in das Finale ein, in dem er mit 17,06 m den achten Platz belegte.
Im Februar 2020 verbesserte er bei einem Meeting in Liévin seine Hallenbestweite auf 17,07 m und stellte damit zudem einen neuen Juniorenkontinentalrekord auf. Anschließend konnte er bis ins Jahr 2021 hinein nur wenige Wettkämpfe bestreiten. Kurz vor den Olympischen Spielen in Tokyo, für deren Dreisprungkonkurrenz er zu den Medaillenfavoriten gerechnet wurde, setzte er sich am 28. Juni 2021 bei der Reise zu einem Vorbereitungswettkampf in Spanien ab.
Zu Beginn des Jahres 2022 erhielt er, zusätzlich zu seiner kubanischen, die spanische Staatsangehörigkeit. Seitdem wird er vom ehemaligen kubanischen Weitspringer, Iván Pedroso, trainiert und lebt in Guadalajara, im Herzen Spaniens. Der spanische Leichtathletikverband hatte auf Díaz’ Wunsch hin beim Weltverband World Athletics beantragt, dass er fortan international für Spanien an den Start gehen kann. Gemäß den Regularien war dies drei Jahre nach dem letzten internationalen Wettkampf für die ehemalige Nation, in Díaz’ Fall ab Sommer 2024, möglich. Ende Februar 2022 stellte Díaz mit 17,27 m einen spanischen Hallenrekord auf. Zudem siegte er bei den U23-Hallenmeisterschaften Spaniens. Im Juni stellte er zunächst mit 17,76 m eine neue Bestweite auf, die zugleich spanischer Rekord im Freien ist. Eine Woche später übertraf er die Weite erneut, als er bei den Spanischen Meisterschaften 17,87 m sprang.
Bei den Europameisterschaften der Leichtathletik in Rom 2024 trat er erstmals für Spanien an. Nach einem packenden Finale setzte er sich mit 18,18 m, der drittbesten Weite jemals im Dreisprung erzielten Weite durch. Dabei verwies er den Titelverteidiger Pedro Pichardo, der 18,04 m erreichte, auf den Silberrang. Zwei Monate später konnte er bei den Olympischen Sommerspielen erneut vor Picardo gewinnen, womit er den größten Erfolg seiner Sportlerkarriere erreichte.

## Wichtige Wettbewerbe
| Jahr                | Veranstaltung                     | Ort              | Platz            | Disziplin        | Weite            |
| Startet für Kuba    | Startet für Kuba                  | Startet für Kuba | Startet für Kuba | Startet für Kuba | Startet für Kuba |
| ------------------- | --------------------------------- | ---------------- | ---------------- | ---------------- | ---------------- |
| 2017                | U18-Weltmeisterschaften           | Nairobi          | 1.               | Dreisprung       | 17,30 m          |
| 2018                | U20-Weltmeisterschaften           | Tampere          | 1.               | Dreisprung       | 17,15 m          |
| 2018                | Zentralamerika- und Karibikspiele | Barranquilla     | 2.               | Dreisprung       | 17,29 m          |
| 2018                | Nordamerikameisterschaften        | Toronto          | 1.               | Dreisprung       | 16,83 m          |
| 2018                | Olympische Jugendspiele           | Buenos Aires     | 1.               | Dreisprung       | 17,04 m          |
| 2019                | Panamerikanische Spiele           | Lima             | 2.               | Dreisprung       | 17,38 m          |
| 2019                | Weltmeisterschaften               | Doha             | 8.               | Dreisprung       | 17,06 m          |
| Startet für Spanien |                                   |                  |                  |                  |                  |
| 2024                | Europameisterschaften             | Rom              | 1.               | Dreisprung       | 18,18 m          |
| 2024                | Olympische Spiele                 | Paris            | 1.               | Dreisprung       | 17,86 m          |

## Persönliche Bestleistungen
Freiluft
- Dreisprung: 18,18 min, 11. Juni 2024, Rom (spanischer Rekord)

Halle
- Dreisprung: 17,59 m, 19. Februar 2023, Madrid (spanischer Rekord)

## Auszeichnungen
- Premio Rey Juan Carlos 2024, als bester junger Sportler Spaniens des Jahres[8]